# Повстання у Чечні (1757—1758)
Приводом до повстання 1757—1758 років у Чечні стало затримання царською владою чеченських узденів. Визначаючи причини повстання, автори монографії «Історія Чечні з найдавніших часів до наших днів» називають його антиколоніальним та антифеодальним.

## Хід повстання
26 березня 1757 року Щедринський отаман захопив знатного чеченця Шамірзу Тамарзоєва. 29 березня до редуту приїхав чеченський уздень Алібек Казбулатов і оголосив, що на помсту чеченці збираються напасти на козачі містечка. Незабаром горяни напали на червленський редут, у перестрілці одного з нападників було вбито, а 8 людей взято в полон.
На початку того ж року в Кизлярі був затриманий інший чеченський уздень Шабай Ахлов у покарання за «непослух чеченців». У рапорті до Державної колегії, спрямованому кизлярським комендантом генерал-майором фон Фрауендорфом, зазначалося, що російські офіцери вважають за необхідне «його, Шабая, утримувати під вартою, щоб через нього можна було трьох чеченських узденських дітей Аджиханова, Чепалова і Арабова в аман і чеченців утримувати себе можуть спокійніше». На адресу кизлярського коменданта почали надходити обурені листи від чеченських узденів з вимогами звільнити затриманого та погрозами застосування насильства в іншому випадку.
У листопаді 1757 року відбулася низка нападів чеченців на козацькі містечка, в ході яких було зруйновано деякі житла та укріплення. Для придушення повстання до Чечні було направлено каральний корпус на чолі з генералом фон Фрауендорфом. На допомогу корпусу було виділено калмицькі війська. Допомагати корпусу зголосилися також кабардинці, які «за причинами від чеченців образам про те просять і полювання мають». На додаток до перерахованих, у поході взяли участь гребенські (200 чоловік ) та терські козаки, вірменський та грузинський ескадрони, кизлярська нерегулярна команда князя Черкаського та 500 осіб піхоти з гарматами. Окремі чеченські старшини сприяли російським військам під час цієї експедиції.
Точна чисельність російських військ та його союзників невідома. Згідно з даними російської сторони, чисельність повсталих рівнинних чеченців становила близько двох тисяч людей. У відповідь на заклик повсталих, до них стали стягуватися співчуваючі представники сусідніх народів з усього регіону. Так, з Дагестану на допомогу до них прийшли аварці, андійці, аксайські та ендірейські кумики. Основну масу повсталих складали найми та бідняки, але були також і видні власники і уздені, що боялися втратити свою незалежність і привілейоване становище.
Експедиція тривала кілька місяців, але перше і єдине під час цієї кампанії велике зіткнення відбулося лише 24 квітня 1758 року. Російські війська оволоділи Ханкалинською ущелиною, вийшли на Чеченську рівнину і опанували село Нові Чечні. Жінки та діти пішли у гори, чоловіки залишились захищати село. За російськими джерелами, в бою загинуло близько 120 горян, втрати ж російської сторони склали 2 особи. Ще кілька людей померли від ран протягом місяця.
25 травня 1758 року калмицькі загони Єренбієва та Яндикова поблизу села Нові Чечні потоптали та спалили поле озимої пшениці.
2 червня 1758 року російські війська повернулися до Кизляра. Генерал Фрауендорф писав у Петербург, що горяни «підкорення не прийшли».
Але й чеченці не здобули перемоги і не отримали жодної вигоди з провалу експедиції Фрауендорфа. Як причини невдач горян дослідники називають відсутність авторитетного керівника, програми дій і достатніх сил для протистояння російській військовій машині.